# Tjechovs gevär

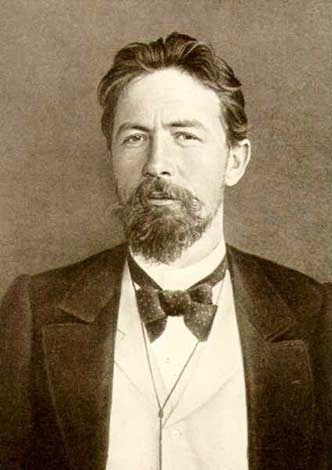
Anton Tjechov

Tjechovs gevär eller Tjechovs pistol (på engelska Chekhov's gun) är en dramatisk princip som säger att varje element i en berättelse måste vara nödvändigt och att irrelevanta element borde avlägsnas. Element ska inte förekomma för att skapa "falska löften" genom att aldrig användas.
Principen finns bevarad i flera brev av dramatikern Anton Tjechov men formulerad på lite olika sätt. Ett av dem var ungefär "Avlägsna allt som inte är relevant för berättelsen. Om du i första kapitlet säger att det hänger ett gevär på väggen, då måste det absolut avfyras i andra eller tredje kapitlet. Om det inte ska avfyras borde det inte hänga där."